# Теперишево
Теперишево (баш. Тәпәреш) — село в Чишминском районе Республики Башкортостан Российской Федерации. Входит в состав Чувалкиповского сельсовета.

## География

### Географическое положение
Расстояние до:
- районного центра (Чишмы): 45 км,
- центра сельсовета (Чувалкипово): 7 км,
- ближайшей ж/д станции (Шингак-Куль): 15 км.

## Население
| 2002 | 2009 | 2010 |
| ---- | ---- | ---- |
| 468  | ↘461 | ↘437 |

Национальный состав
Согласно переписи 2002 года, преобладающая национальность — татары (93 %).